# Fahed al-Mershad
Fahed Bader al-Mershad (* 19. Mai 1980) ist ein kuwaitischer Leichtathlet, der sich auf den Stabhochsprung spezialisiert hat.

## Sportliche Laufbahn
Erste internationale Erfahrungen sammelte Fahed al-Mershad im Jahr 2002, als er an den Westasienspielen in Kuwait teilnahm und dort mit übersprungenen 4,90 m die Goldmedaille gewann. 2004 belegte er bei den Panarabischen Spielen in Algier mit derselben Höhe den vierten Platz und im Jahr darauf wurde er bei den Islamic Solidarity Games in Mekka mit 5,00 m Vierter. Anschließend belegte er bei den Asienmeisterschaften in Incheon mit 4,80 m den achten Platz und gewann dann bei den Arabischen Meisterschaften in Radès mit 4,90 m die Silbermedaille hinter dem Tunesier Béchir Zaghouani. Daraufhin wurde er bei den Westasienspielen in Doha mit einer Höhe von 4,80 m Vierter. 2006 klassierte er sich bei den Hallenasienmeisterschaften in Pattaya mit 4,90 m auf dem siebten Platz. Im Jahr darauf sicherte er sich bei den Arabischen Meisterschaften in Amman mit 5,00 m die Bronzemedaille hinter seinem Landsmann Ali Makki al-Sabagha und Karim el-Mafhoum aus Marokko, ehe er bei den Hallenasienspielen in Macau an der von ihm gewählten Einstiegshöhe scheiterte. 2009 siegte er mit 5,25 m bei den Arabischen Meisterschaften in Damaskus und belegte Anfang November mit 5,00 m den fünften Platz bei den Hallenasienspielen in Hanoi. Daraufhin gelangte er bei den Asienmeisterschaften in Guangzhou mit 4,80 m auf Rang neun. Im Jahr darauf nahm er an den Asienspielen ebendort teil und wurde dort mit 4,80 m Siebter. 2011 siegte er bei den Arabischen Meisterschaften in al-Ain mit übersprungenen 5,00 m und gewann anschließend bei den Panarabischen Spielen in Doha mit 4,90 m die Bronzemedaille hinter dem Marokkaner Mouhcine Cheaouri und Sami Berhaiem aus Tunesien. 2013 klassierte er sich bei den Islamic Solidarity Games in Palembang mit 4,60 m auf dem siebten Platz und im Jahr darauf scheiterte er bei den Asienspielen in Incheon an der Einstiegshöhe. 
In den Jahren 2005 und 2006 wurde al-Mershad kuwaitischer Meister im Stabhochsprung.

## Persönliche Bestleistungen
- Stabhochsprung: 5,26 m, 17. Mai 2011 in Kuwait (Landesrekord)
  - Stabhochsprung (Halle): 5,00 m, 2. November 2009 in Hanoi